# Albert Soboul
Albert Soboul, född 27 april 1914 i Ammi Moussa i Franska Algeriet, död 11 september 1982 i Nîmes i Gard, var en fransk marxistisk historiker och författare. Han var professor vid Sorbonne och specialiserad på franska revolutionen och Napoleon.